# DTrace
DTrace és una eina de monitoratge desenvolupada per Sun Microsystems per a Solaris que permet un gran control sobre tot el que succeeix en el sistema, amb un llenguatje propi per realitzar les consultes i anàlisis.
El Mac OS X ho incorpora des de la versió 10.5.

## Exemples de línia d'ordres
Les peticions de DTrace poden ser cridades directament des de la línia d'ordres, proporcionant una o més accions i tests com a arguments. Alguns exemples:
```
# Nou procés amb arguments,
dtrace -n 'proc:::exec-success { trace(curpsinfo->pr_psargs); }'

# Fitxers oberts per procés,
dtrace -n 'syscall::open*:entry { printf("%s %s",execname,copyinstr(arg0)); }'

# Syscall count by program,
dtrace -n 'syscall:::entry { @num[execname] = count(); }'

# Syscall count by syscall,
dtrace -n 'syscall:::entry { @num[probefunc] = count(); }'

# Syscall count by process,
dtrace -n 'syscall:::entry { @num[pid,execname] = count(); }'

# Mida de disc per procés,
dtrace -n 'io:::start { printf("%d %s %d",pid,execname,args[0]->b_bcount); }' 

# Pàgines paginades per procés,
dtrace -n 'vminfo:::pgpgin { @pg[execname] = sum(arg0); }'

```